# Grote Prijs Raf Jonckheere 1974
De 24e editie van de Belgische wielerwedstrijd Grote Prijs Raf Jonckheere werd verreden op 29 juli 1974. De start en finish vonden plaats in Westrozebeke. De winnaar was Graeme Gilmore, gevolgd door Hervé Vermeeren en Etienne Van Braeckel.

## Uitslag
| Grote Prijs Raf Jonckheere 1974 |                      |                               |      |
| Plaats                          | Naam                 | Ploeg                         | Tijd |
| Winnaar                         | Graeme Gilmore       | IJsboerke-Colner              |      |
| 2                               | Hervé Vermeeren      | Robot-Office du Meuble Hannut |      |
| 3                               | Etienne Van Braeckel | geen                          |      |

1951 · 1952 · 1953 · 1954 · 1955 · 1956 · 1957 · 1958 · 1959 · 1960 · 1961 · 1962 · 1963 · 1964 · 1965 · 1966 · 1967 · 1968 · 1969 · 1970 · 1971 · 1972 · 1973 · 1974 · 1975 · 1976 · 1977 · 1978 · 1979 · 1980 · 1981 · 1982 · 1983 · 1984 · 1985 · 1986 · 1987 · 1988 · 1989 · 1990 · 1991 · 1992 · 1993 · 1994 · 1995 · 1996 · 1997 · 1998 · 1999 · 2000 · 2001 · 2002 · 2003 · 2004 · 2005 · 2006 · 2007 · 2008 · 2009 · 2010 · 2011 · 2012 · 2013 · 2014 · 2015 · 2016 · 2017 · 2018 · 2019 · 2020 · 2021 · 2022